# Ormetica imitata
Ormetica imitata là một loài bướm đêm thuộc phân họ Arctiinae, họ Erebidae.